# Shiva N’Zigou
Shiva-Star N'Zigou (ur. 24 października 1983 w Tchibandze) – gaboński piłkarz grający na pozycji napastnika.

## Kariera klubowa
Karierę piłkarską N'Zigou rozpoczynał w klubach USM Libreville i Orambaka Nom Bakélé. W 1997 roku wyjechał do Francji i podjął treningi w Angers SCO. W 1998 roku został zawodnikiem FC Nantes, a od 1999 roku zaczął grać w rezerwach tego klubu. 4 maja 2002 zadebiutował w pierwszym zespole Nantes w Ligue 1 w wygranym 2:1 domowym meczu z Girondins Bordeaux. Do 2003 roku grał w rezerwach Nantes i sporadycznie w pierwszym zespole. Łącznie w pierwszej drużynie Nantes od 2001 do końca 2004 roku rozegrał 32 mecze i strzelił 3 gole.
Na początku 2005 roku N'Zigou przeszedł do drugoligowego FC Gueugnon. Spędził w nim rundę wiosenną sezonu 2004/2005. Latem 2005 ponownie zmienił klub i przeszedł do innego drugoligowca, Stade de Reims. W 2009 roku spadł z Reims do trzeciej ligi, a w 2010 roku odszedł do belgijskiego trzecioligowego zespołu Excelsior Virton. W 2011 roku rozwiązał z nim kontrakt i stał się wolnym zawodnikiem.
| Sezon   | Klub             | Kraj    | Rozgrywki            | Mecze | Bramki |
| ------- | ---------------- | ------- | -------------------- | ----- | ------ |
| 1999/00 | FC Nantes B      | Francja | CFA                  | ?     | ?      |
| 2000/01 | FC Nantes B      | Francja | CFA                  | 12    | 4      |
| 2001/02 | FC Nantes        | Francja | Ligue 1              | 1     | 0      |
| 2001/02 | FC Nantes B      | Francja | CFA                  | 18    | 6      |
| 2002/03 | FC Nantes        | Francja | Ligue 1              | 5     | 0      |
| 2002/03 | FC Nantes B      | Francja | CFA                  | 9     | 1      |
| 2003/04 | FC Nantes        | Francja | Ligue 1              | 20    | 2      |
| 2004/05 | FC Nantes        | Francja | Ligue 1              | 6     | 1      |
| 2004/05 | FC Gueugnon      | Francja | Ligue 2              | 18    | 5      |
| 2005/06 | Stade de Reims   | Francja | Ligue 2              | 26    | 6      |
| 2006/07 | Stade de Reims   | Francja | Ligue 2              | 28    | 3      |
| 2007/08 | Stade de Reims   | Francja | Ligue 2              | 15    | 2      |
| 2008/09 | Stade de Reims   | Francja | Ligue 2              | 8     | 0      |
| 2009/10 | Stade de Reims   | Francja | Championnat National | 1     | 0      |
| 2010/11 | Excelsior Virton | Belgia  | Derde klasse         | 5     | 0      |

## Kariera reprezentacyjna
W reprezentacji Gabonu N'Zigou zadebiutował w 1999 roku. W 2000 roku został powołany do kadry na Puchar Narodów Afryki 2000. Tam wystąpił trzykrotnie: z Republiką Południowej Afryki (1:3 i gol), z Algierią (1:3) i z Demokratyczną Republiką Konga (0:0).